# Colobochyla interpuncta
Colobochyla interpuncta là một loài bướm đêm trong họ Erebidae.